# Лейла Аман
Лейла Аман — эфиопская легкоатлетка, которая специализировалась в беге на длинные дистанции. Бронзовая призёрка Всеафриканских игр 2003 года в марафоне с результатом 2:55.07. На чемпионате мира по полумарафону 1998 года заняла 46-е — 1:14.36, на чемпионате мира по полумарафону 2000 года 39-е место — 1:19.49, на чемпионате мира по полумарафону 2002 года 18-е место — 1:11.10.
В 1997 году заняла 2-е место на чемпионате Африки по полумарафону.

## Достижения
- 2003:  Дубайский марафон — 2:36.36
- 2003:  Сямыньский марафон — 2:34.24
- 2004:  Дубайский марафон — 2:43.36
- 2004:  Пражский марафон — 2:31.48
- 2005:  Мумбайский марафон — 2:36.19
- 2005:  Венецианский марафон — 2:31.10
- 2006:  Мумбайский марафон — 2:36.17
- 2006:  Амстердамский марафон — 2:29.32